# Remote Control
 Remote Control – drugi singel zespołu The Clash wydany 13 maja 1977 przez firmę CBS.

## Lista utworów
1. Remote Control – 3:00
2. London's Burning (live) – 2:10

## Muzycy
- Joe Strummer – wokal, gitara
- Mick Jones – gitara, wokal
- Paul Simonon – gitara basowa
- Terry Chimes – perkusja